# 阿拜亚湖 (土卫六)
阿拜亚湖（Abaya Lacus）是在土星最大的卫星土卫六上发现的众多碳氢化合物湖之一。
该湖泊由液体甲烷和乙烷组成并被“卡西尼-惠更斯号”探测到。
阿拜亚湖位于土卫六上北纬73.17度、西经45.55度，长度65公里，其名称取自埃塞俄比亚的阿拜亚湖。